# Tyler McGill
Tyler McGill, né le 18 août 1987 à Champaign (Illinois), est un nageur américain, spécialiste de papillon.

## Carrière
Aux Championnats du monde 2011, il décroche la médaille de bronze au 100 m papillon derrière Michael Phelps et Konrad Czerniak.
Aux Jeux olympiques de Londres 2012 il termine septième de la finale du 100 m papillon puis participe ensuite aux series éliminatoires du relais 4 × 100 m quatre nages, qui sera remporté par les Américains en finale. Il reçoit donc une médaille d'or pour ses efforts.

## Palmarès
- Jeux olympiques 2012 à Londres (Royaume-Uni) :
  -  Médaille d'or du relais 4 × 100 m quatre nages[1]

- Championnats du monde 2009 à Rome (Italie) : 
  -  Médaille d'or du relais 4 × 100 m quatre nages[1]

- Championnats du monde 2011 à Shanghai (république populaire de Chine) : 
  -  Médaille d'or du relais 4 × 100 m quatre nages[1]
  -  Médaille de bronze au 100 m papillon

- Championnats du monde en petit bassin 2010 à Dubaï (E.A.U.) :
  -  Médaille d'or du relais 4 × 100 m quatre nages[1]

- Championnats pan-pacifiques 2010
  -  Médaille d'argent du 100 m papillon